# Helen Maroulis
Helen Maroulis est une lutteuse américaine née le 19 septembre 1991 à Rockville. Championne du monde 2015 en moins de 55 kg et championne olympique 2016 en moins de 53 kg, elle monte de catégorie pour remporter le tournoi des moins de 58 kg aux Championnats du monde de lutte 2017 de Paris.

## Biographie
Enfant, Helen Maroulis essaie différents sports, sans réussite, et finit en pleurs. Alors qu'elle a sept ans, elle accompagne sa mère à l'entraînement de lutte libre de son petit frère. Ce dernier, n'ayant pas de partenaire pour continuer son entraînement, nécessite que sa sœur lui vienne en aide. Habituée à se chamailler avec son frère, elle se sent à l'aise, sans peur et demande de continuer à s'entraîner en lutte.
Grandissant dans le Maryland, elle n'a d'autres choix que se frotter aux garçons à l'entraînement, les filles étant trop peu nombreuses. Première fille dans des gymnases de garçon, elle s'impose. Lorsque la lutte libre féminine devient un sport olympique pour les Jeux olympiques d'été de 2004, son rêve olympique naît. Sur-analysant, anxieuse, elle atteint le plus haut niveau international.
Après avoir gagné les Jeux panaméricains de 2011, elle est battue en finale du champion du monde par la légende de la lutte féminine Saori Yoshida. Maroulis manque la qualification pour les Jeux olympiques 2012 d'un point.
Sacrée championne du monde en 2015 dans la catégorie des moins de 55 kg, elle devient ambassadrice de la campagne « Super 8 » de la Fédération internationale des luttes associées pour promouvoir la lutte féminine à travers le monde. 

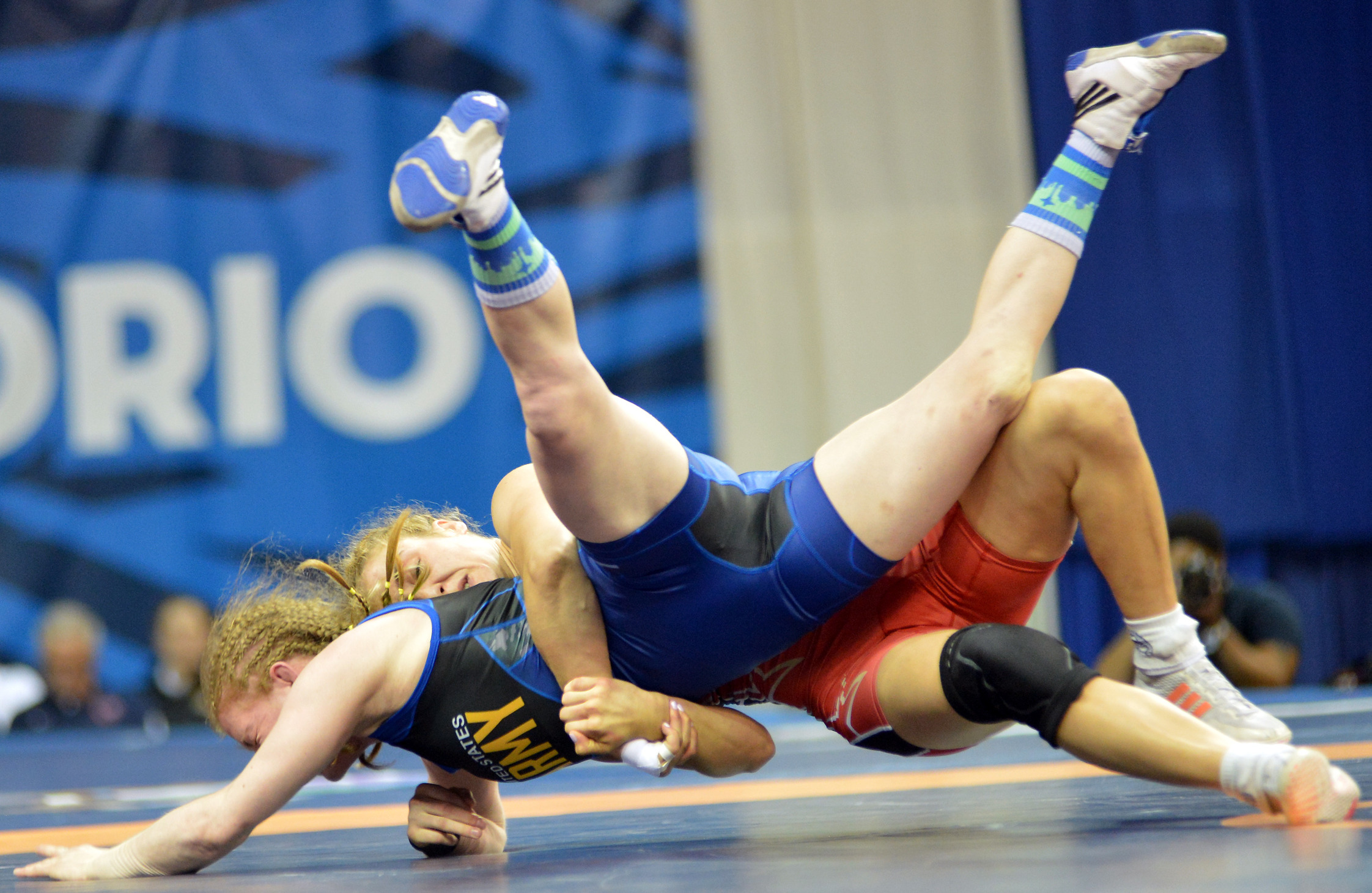
Helen Maroulis (en rouge) projette Whitney Conder au sol en finale des sélections américaines pour les Jeux olympiques de 2016.

En finale du tournoi olympique des moins de 53 kg des Jeux olympiques d'été de 2016 de Rio de Janeiro, l'Américaine est opposée à la triple championne olympique et treize fois championne du monde japonaise Saori Yoshida, référence de la discipline. Menée 1 à 0, Maroulis fait tomber la championne au début de la deuxième reprise pour prendre un avantage décisif et gagner sur le score de 4 à 1. Après avoir subi sa première défaite en compétition internationale depuis plusieurs années, Yoshida reconnaît la supériorité physique de Maroulis, elle-même invaincue depuis près de deux ans. Alors qu'Adeline Gray concentre les attentions médiatiques avant les Jeux, elle est la vedette médiatique après son titre olympique.
Après les Jeux olympiques 2016, la lutteuse américaine fait le pari de monter de catégorie pour les championnats du monde de lutte 2017 de Paris. Dans sa préparation, elle s'entraîne et prend conseils auprès de Conor McGregor en janvier 2017. Supérieure à ses adversaires, Maroulis remporte le tournoi sans encaisser le moindre point et en gagnant tous ses combats par tombé. Avec ce nouveau succès, obtenu avec l'un des performances les plus dominantes de l'histoire de la lutte américaine et conclu par une victoire 11 à 0 contre la Tunisienne Marwa Amri en finale, Helen Maroulis remporte sa troisième médaille d'or en compétitions internationales.

## Palmarès
Jeux olympiques
- Médaille d'or en lutte libre dans la catégorie des moins de 53 kg aux Jeux olympiques d'été de 2016 à Rio de Janeiro.

Championnats du monde
- Médaille d'or en lutte libre dans la catégorie des moins de 55 kg en 2015 à Las Vegas.
- Médaille d'or en lutte libre dans la catégorie des moins de 58 kg 2017 à Paris.
- Médaille d'argent en lutte libre dans la catégorie des moins de 55 kg en 2012 à Strathcona County.
- Médaille de bronze en lutte libre dans la catégorie des moins de 55 kg en 2014 à Tachkent.

Championnats panaméricains
- Médaille d'or en lutte libre dans la catégorie des moins de 55 kg en 2012 à Colorado Springs.
- Médaille de bronze en lutte libre dans la catégorie des moins de 55 kg en 2009 à Maracaibo.

Jeux panaméricains
- Médaille d'or en lutte libre dans la catégorie des moins de 55 kg en 2011 à Guadalajara.